# Cornejo

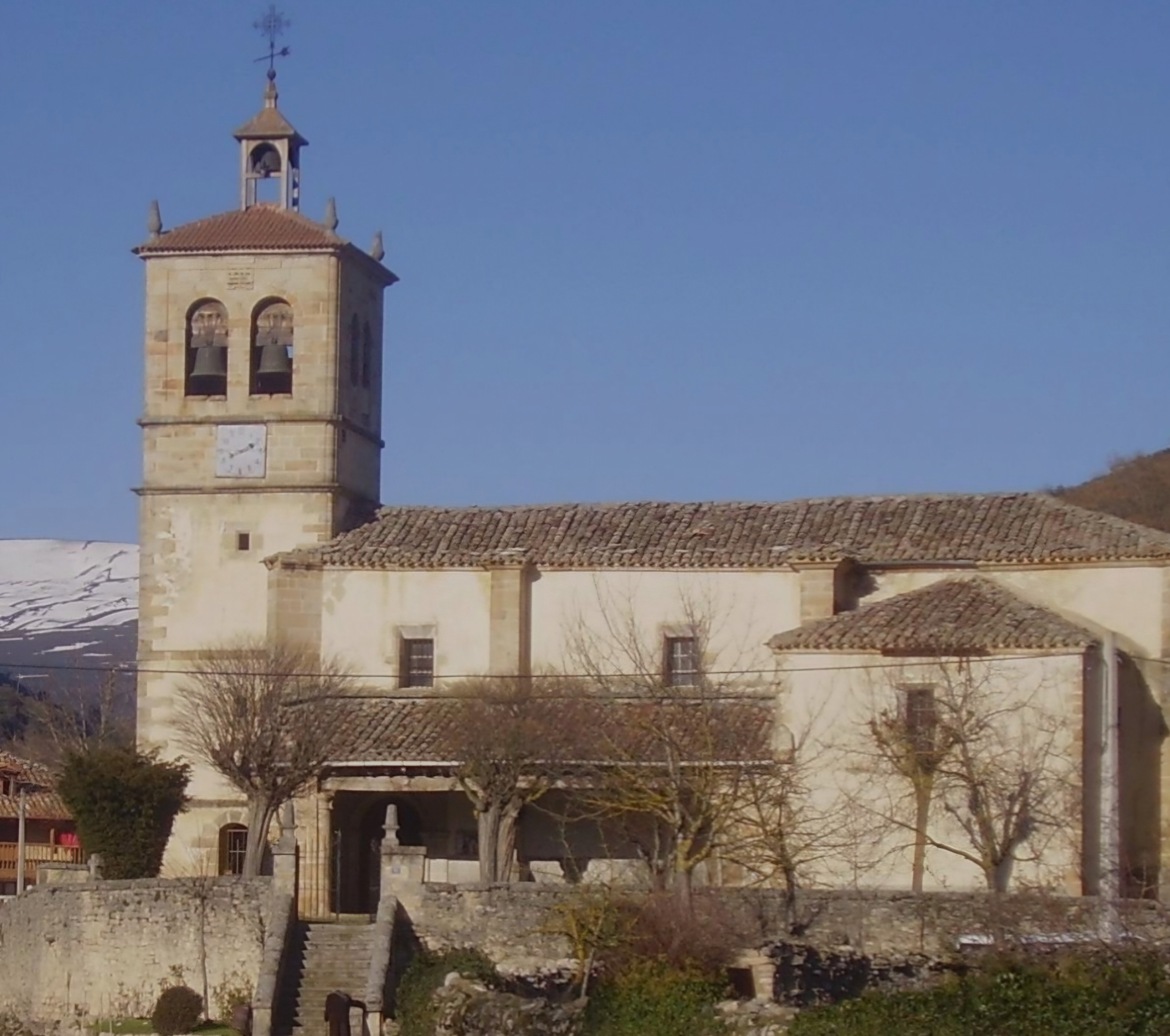
Iglesia de San Juan Bautista - Cornejo

Cornejo es una localidad situada en la provincia de Burgos, comunidad autónoma de Castilla y León (España), comarca de Las Merindades, partido judicial de Villarcayo. Es la capital de Merindad de Sotoscueva.

## Geografía
En el valle del río Trema.; a 14 km de Villarcayo, cabeza de partido, y a 87 de Burgos, a 81 km de Bilbao y a 108 km de Santander.
Autobús, Villarcayo-Espinosa de los Monteros. Estación de ferrocarril en la línea Bilbao-La Robla en Redondo, a 4 km.
Al pie del monte conocido como Llano, entre la Sierra y las "Conchas" conocidas las dos que incluye su territorio localmente como La Isa y La Rad, destaca en la parte Sur del valle el monte conocido como Cueto, a cuyos pies se encuentra el campo de fútbol construido por Eusebio Martínez y José Luis Martínez, socios fundadores del Trema Club de Fútbol.

## Situación administrativa
Capital del municipio de Merindad de Sotoscueva, y a su vez pedanía. En las elecciones locales de 2007 correspondientes a esta entidad local menor concurre una sola candidatura, la encabezada por José María Alonso Mozuelos (TC), creador de su Bandera y Escudo. En 2015, Luis Ramón Martínez Marañón, es elegido Presidente de la Junta vecinal de Cornejo y reelegido en 2019 y 2023.

## Demografía
Contaba con 36 habitantes en 2024 (INE).

## Reseña histórica
Citado en los documentos que describen las primeras acciones repobladoras en Castilla en el año 816. En un documento del 30 de noviembre de 816, que describe la donación que el Conde Gundesindo hace al no tener descendencia masculina, al monasterio situado en Fístoles de diversas villas, entre ellas: "Sauctus coba (Sotoscueva), Cornelius / Cornelio (Cornejo), Botares, Plátanos que están entre Ormaza y Spinosella (Espinosa de los Monteros)". Este documento escrito en Latín vincula el nombre del pueblo a la Gens Cornelia ya que lo denomina Cornelio además el Conde asegura en su testamento que estas Villas las recibió por herencia de sus ancestros, por cuanto el uso de la denominación Villa en la Alta Edad Media significa que sería un establecimiento de labranza y agricultura semejante entonces a Villa Cornelius.
Así mismo también puede guardar relación con Cornelio el Centurión o Papa Cornelio (c. 180, Roma-junio de 253, Civitavecchia) quien fue el vigésimo primer papa de la Iglesia católica de 251 a 253, ambos martirizados y de nomen (apellido) Cornelios, relacionados con los Cornelius Pudens, (San Pudens, Pudenciana y Práxedes), los Cornelios Cetegos y Cornelius Sila, todas Ramas Patricias de la Gens Cornelia de aquellos también derivan los árboles del género Cornus, conocidos como cornejos, y de cuya madera se hizo la Cruz donde crucificaron a Cristo. a considerar la Gens Cornelia fue la más grande e importante Gens de la Roma Republicana por número de cónsules, senadores, generales, y la 3ra. más importante de la Hispania Romana. es destacable también señalar que fueron los Cornelio los Conquistadores y responsables de la expansión de la Roma Republicana SPQR. sobre todo en los Cornelius Scipiones o escipiones como se conocen vulgarmente, quienes tuvieron destacadas actuaciones en el norte de Hispania y miembros instalados en la zona según restos epígraficos, como sus descendientes: Cornel (linaje).

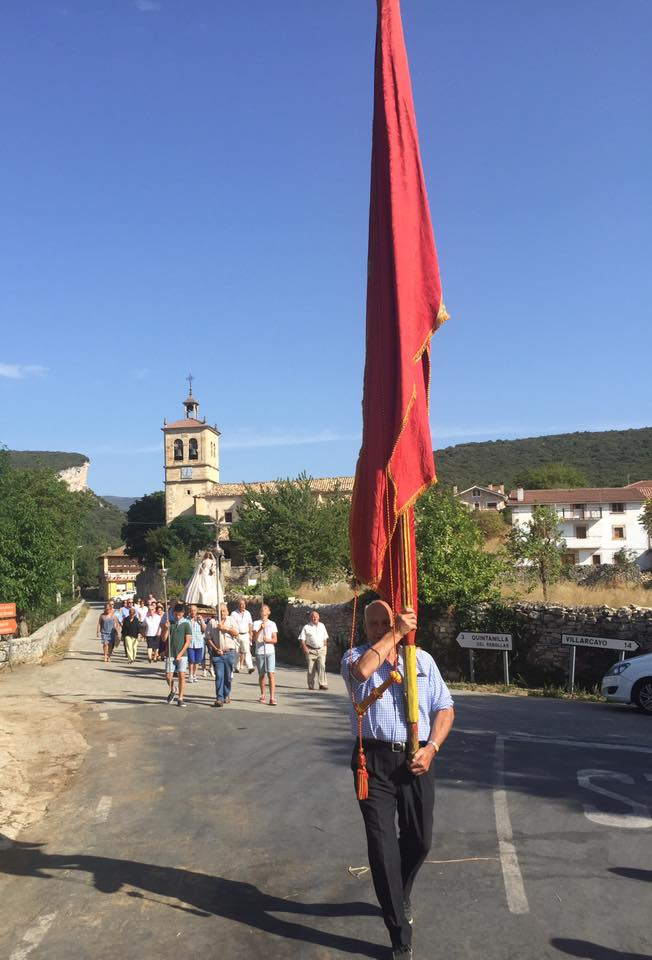
Luisón llevando el Pendón de Cornejo

Lugar en el Partido de Cornejo que es uno de los seis que componían la Merindad de Sotoscueva, perteneciente al Corregimiento de las Merindades de Castilla la Vieja, bajo jurisdicción de realengo y regidor pedáneo.
En 2019, en la primera excavación sistemática de una de sus numerosas cuevas, pertenecientes al Monumento natural de las Cuevas de Ojo Guareña, se halla un premolar infantil de un individuo del hombre de Neardental, de aproximadamente 50.000 años de edad, además de restos de un Hogar y numerosos restos de industria lítica de la época, signos ambos de una ocupación permanente de la cueva de Prado Vargas por parte de dicha especie.

## Fiestas y costumbres
El 24 de junio festejan a su patrón, San Juan Bautista, con un ágape popular y una misa en honor del patrón. Es tradicional su procesión incluyendo el Pendón rojo castellano.
El último fin de semana de agosto cuyo domingo no caiga en 31, comenzando el viernes por la tarde con el Volteo de campanas, se celebran las fiestas de la Asociación Cultural de la Escuela con diferentes actos: Concurso de bolos con Mico y sin Mico, Homenaje a los mayores, comidas populares, torneo de fútbol, concurso de disfraces, juegos infantiles. Son de destacar las dianas y la costumbre de mantear a las mozas en la madrugada del domingo. Para eludir el manteo, las mozas buscan lugares seguros para dormir y utilizan ropas de dormir adecuadas, a su gusto, por si finalmente son encontradas y manteadas. La ropa elegida por tal moza, cuando la pillaron en el manteo del año x, puede ser recordada durante décadas por los lugareños.
Desde hace unos años se "Bautiza" en alguno de los 4 pilones que tiene a quiénes acuden por primera vez a las fiestas de verano de Cornejo, invitados por alguno de sus vecinos.
El fin de semana siguiente a las Fiestas de Verano, a principios de septiembre se celebra la Sardinada, una fiesta que se inició como reconocimiento a todos los que habían contribuido a la organización de las fiestas de verano y que en 2016 se completó con un hermanamiento con vecinos del Valle de Zamanzas y en 2017 con vecinos del pueblo de Redondo.
El 11 de junio, toda la Merindad honra a 'San Bernabé' con romería en Cueva de San Bernabé, trasladando la romería al sábado siguiente al 11 de junio. Es tradición que muchos vecinos hagan andando los 5 kilómetros que separan Cornejo del Santuario Rupestre de San Tirso y San Bernabé.

## Patrimonio
Cañón del Río Trema, principal caudal que alimenta el Complejo Kárstico de Ojo Guareña, con varias entradas a dicho complejo: Las Diaclasas, Cueva Cornejo, Cueva del Prado de Vargas (Con un recientemente excavado yacimiento Neardenthal), Cueva de los Tres Reyes, Cueva Redonda, Cova La mina, entre otras y solo en 400 metros de recorrido del Río Trema.

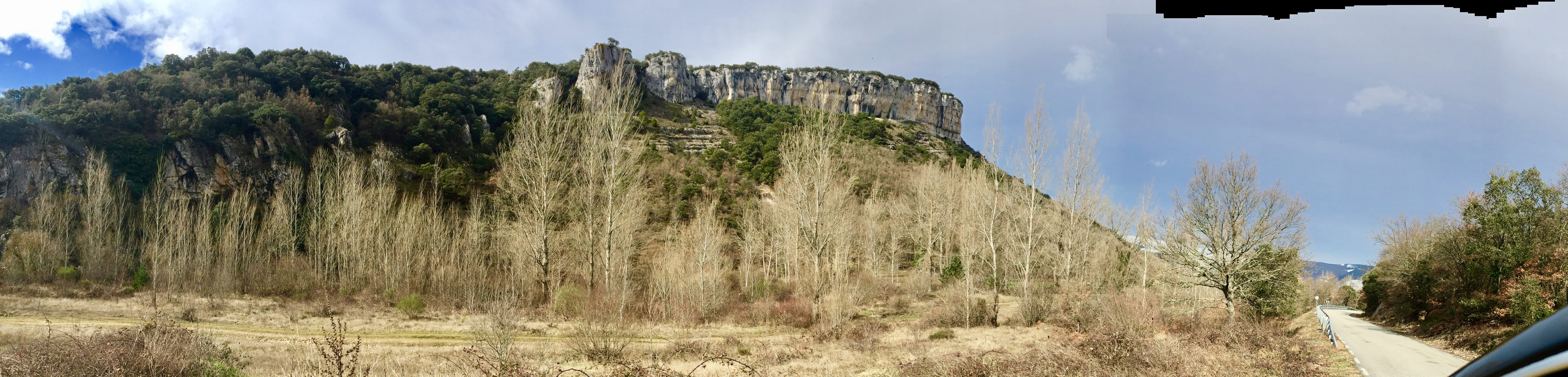
La Hoz y el Cañón del Río Trema

Cueva de Covaneria: al borde del encinar que cubre el monte de la Rad y cerca de la Sima de los Huesos, se encuentra la gigante y hermosa cueva de Covaneria, con unas enormes dimensiones y más de 20 metros de altura en su entrada, dispone de "tragaluces" en su bóveda y permite realizar fotografías que combinan el verdor de la vegetación con los grises de la roca calcárea.
Iglesia de San Juan Bautista con planta de cruz latina, un esbelto campanario y dos adiciones, la Sacristía y una antigua capilla Adherida. Dispone de un retablo Neoclásico que representa escenas de la vida de San Juan.

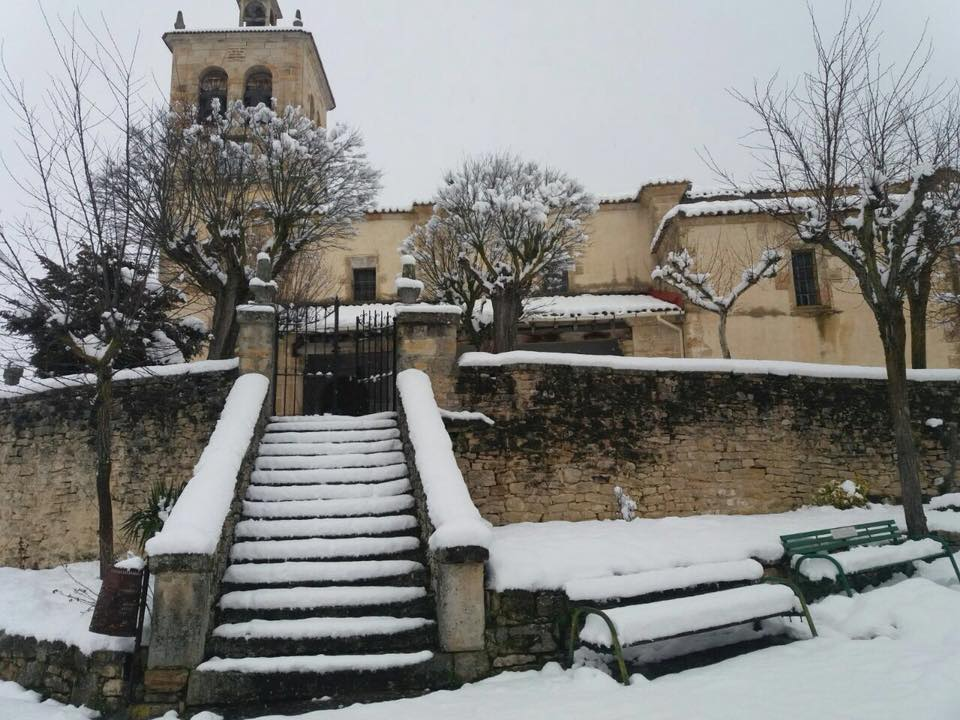
Iglesia de San Juan Bautista

Bolera modalidad tres tablones, rehabilitada y potenciada en 2019, es una de las más activas de la zona con gran participación de personas de todas las edades y donde los numerosos jóvenes del pueblo, mantienen las tradicionales partidas veraniegas.

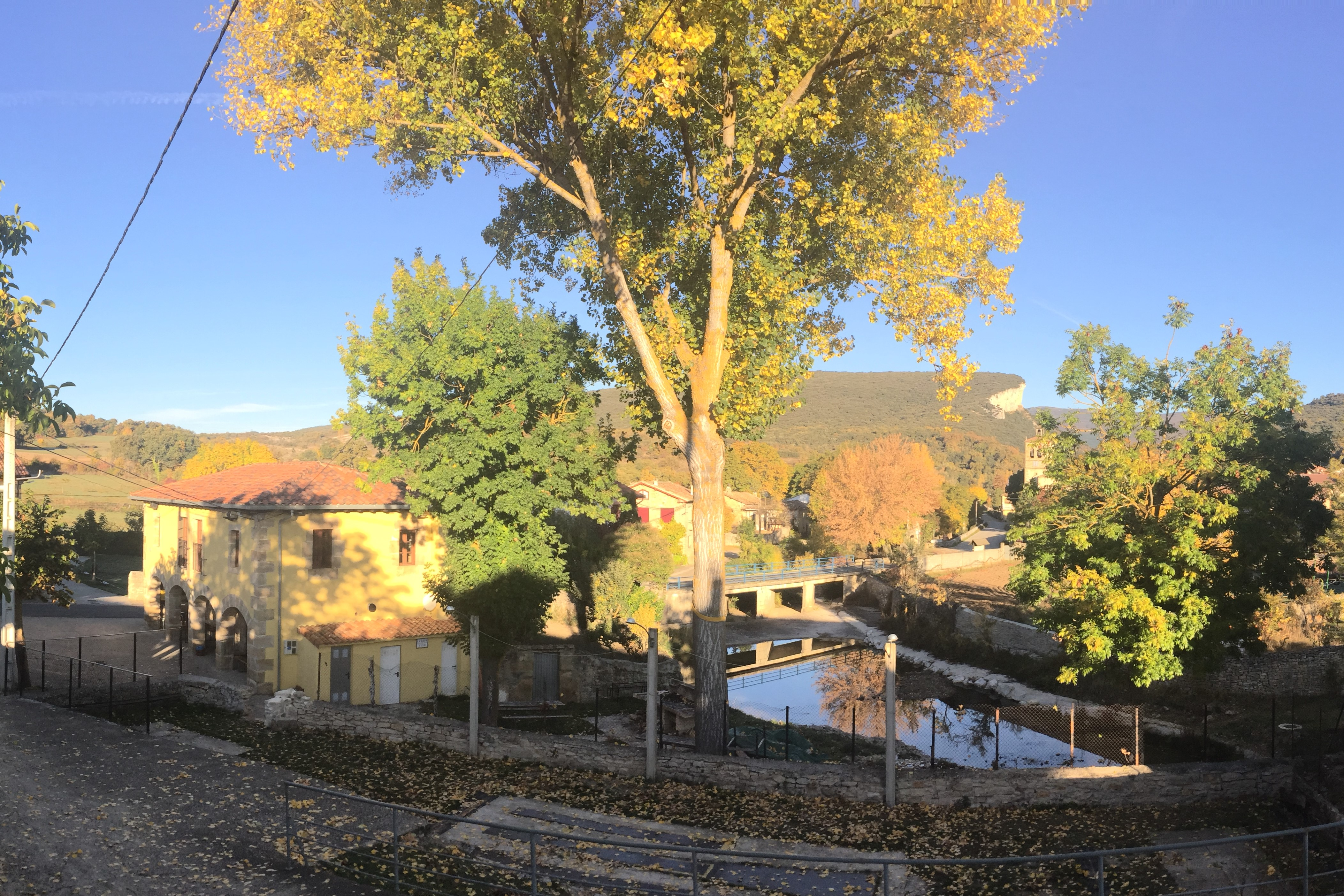
Bolera Tres Tablones en Otoño en Cornejo

Casas blasonadas de estilo montañés con bellos balcones en los Barrios del Torno, El Rincón y en la Cuesta de la Iglesia.

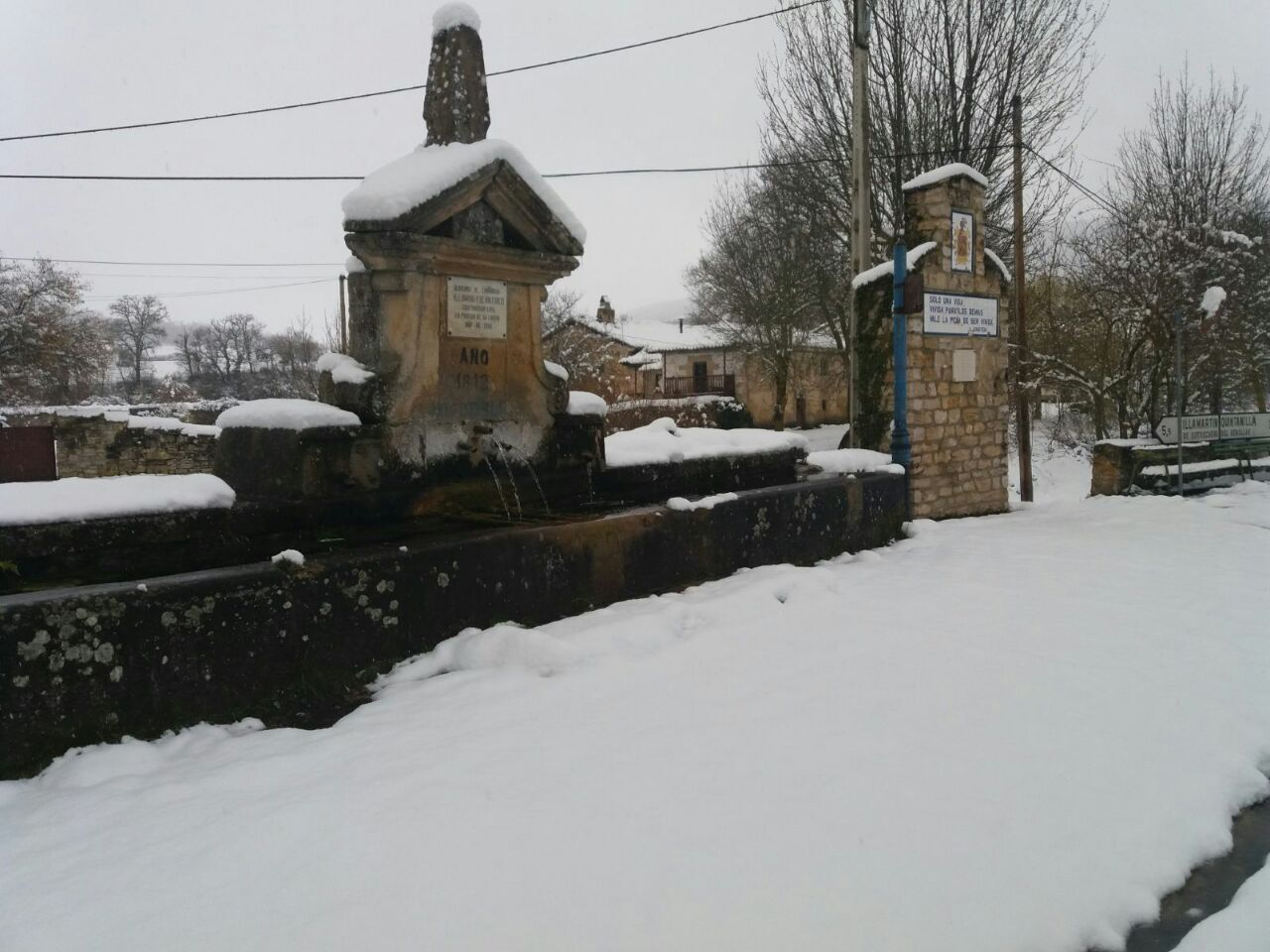
Fuente de Abajo nevada

Fuentes y pilones: Cornejo dispone de tres fuentes, originalmente conectadas con tres distintos manantiales, siendo las más vistosas las conocidas como Fuente de Arriba, en el Barrio de la Portilla, y la Fuente de abajo en el cruce de la carretera que va desde Villacomparada de Rueda a Quintanilla del Rebollar con la Carretera que une a Cornejo con Villamartín. Ambas fuentes del siglo XIX, están conectadas a lavaderos construidos a principios del siglo XX. Posteriormente se añadiría, ya en el siglo XX la fuente del pozo.
La Fuente de Arriba, originalmente conectada al manantial de "El Arroyón", hoy surte agua por sus tres caños proveniente de la red de abastecimiento de agua potable a los domicilios para garantizar su caudal.
La Fuente de Abajo surte agua de dos manantiales en los cinco caños de los que dispone. Los tres centrales surten agua del manantial de "El Caño" y los dos laterales de la captación realizada en el río Trema en el conocido como "Pozo Prohibido" hasta la llegada del suministro de agua potable a domicilio.
La "Fuente del Pozo", surte por su único caño agua de laúltima captación citada.
En julio de 2024 se ha constituido, por vecinos del pueblo,  una comisión para la restauración y recuperación integral de todas estas fuentes.
Antiguas escuelas porticadas, dónde funciona el club social del pueblo y que está abierto al público en los días y horarios de mayor presencia de vecinos.

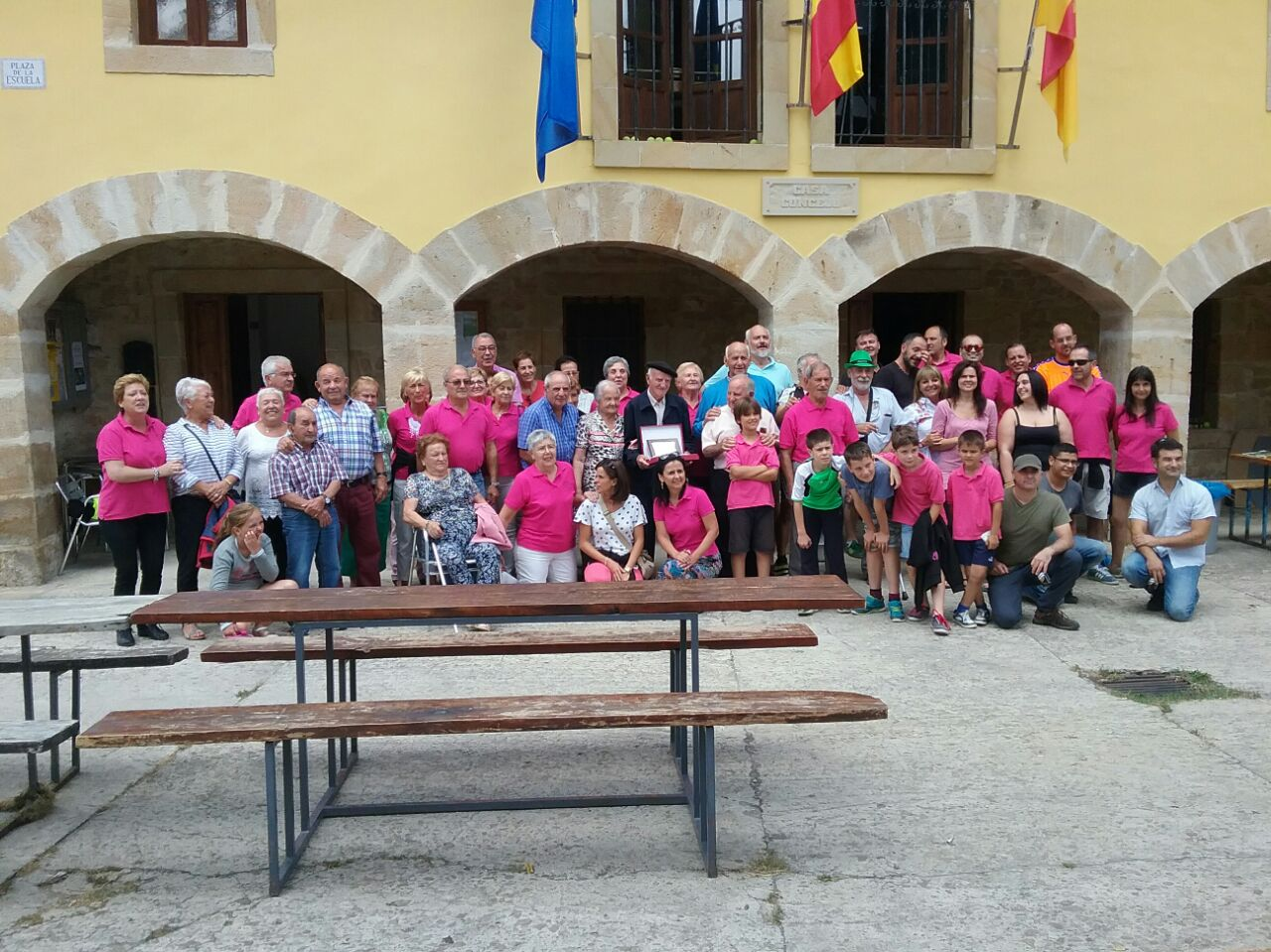
Celebrando San Juan en La Escuela

Cornejo dispone de un asador y merendero a orillas del cauce seco del Río Trema, junto a su centro social y Bolera, bien equipado para una parada en el camino o en tu ruta de senderismo.

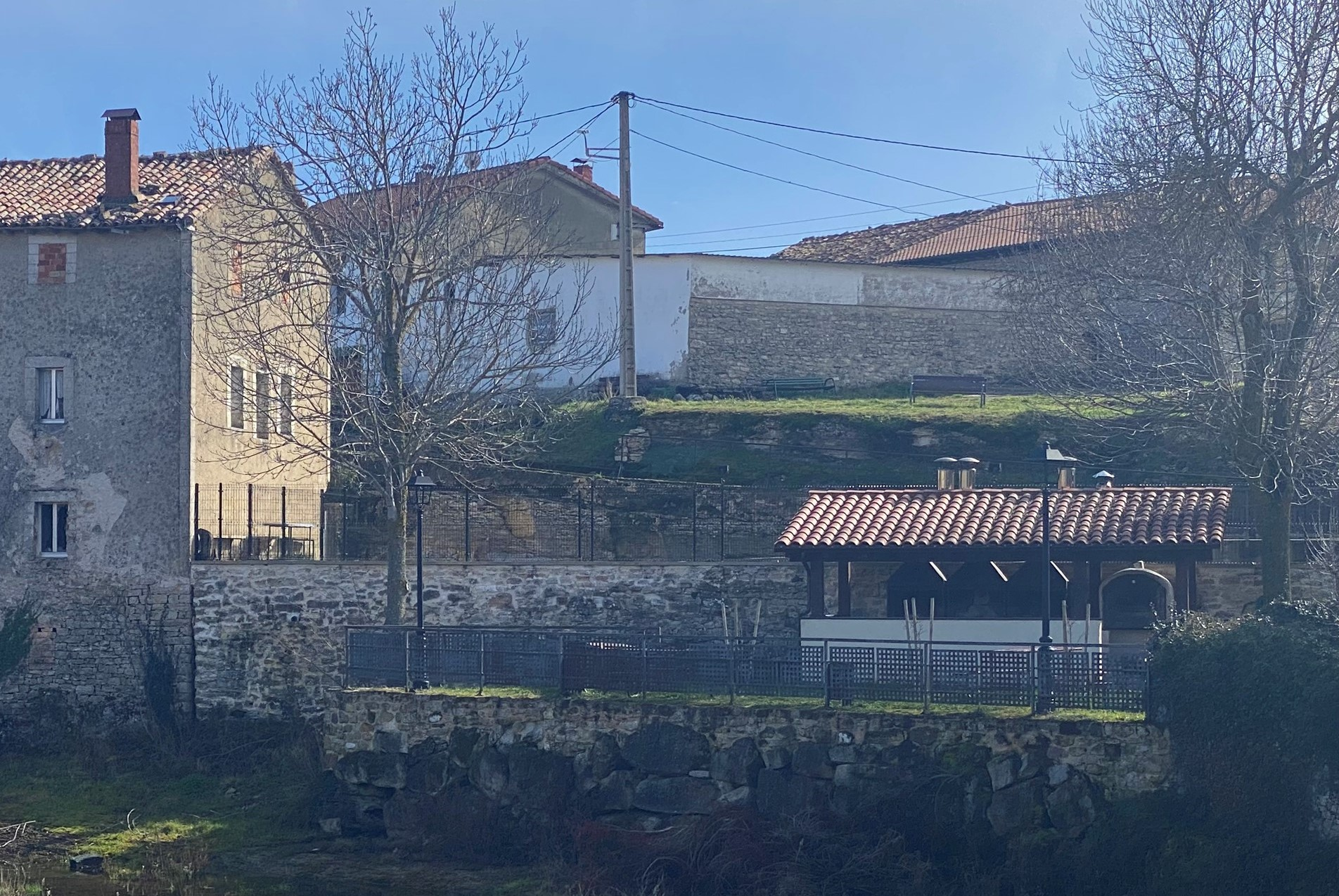
Asador Comunal de Cornejo

No debemos olvidar su excelente patrimonio ambiental, donde podemos citar la Charca que se encuentra sobre el cauce seco del Río Trema en el centro del pueblo. Un oasis en pleno centro del pueblo donde se pueden observar diversos anfibios, insectos y aves. Son de destacar también las rutas que se pueden realizar partiendo desde la escuela con distintos grados de dificultad y longitudes y que dan acceso a las más de 800 ha de su territorio.
El Río Trema, siempre ha sido conocido por sus  truchas y cangrejos, la pesca de las primeras encuentra totalmente vedada y nuestro cangrejo autóctono, ya extinguido en este cauce, ha sido sustituido por el foráneo Cangrejo Señal.

## Parroquia
Iglesia parroquial de San Juan Bautista, dependiente de la parroquia de Cornejo en el Arcipestrazgo de Merindades de Castilla la Vieja, diócesis de Burgos. Comprende veinticinco localidades:
| - Ahedo de Linares - Barcenillas de Cerezos - Bedón - Butrera - Cogullos - Cueva de Sotoscueva | - Entrambosríos - Hornillalastra - Hornillalatorre - Hornillayuso - Linares - Nela | - La Parte de Sotoscueva - Pereda de Bedón - Quintanilla-Sotoscueva - Quintanilla-Valdebodres - Quintanilla del Rebollar - Quisicedo | - El Rebollar - Redondo de la Sonsierra - Sobrepeña de Sotoscueva - Vallejo de Sotoscueva - Villabáscones de Sotoscueva - Villamartín de Sotoscueva |  |